# Балкан (Скоп'є)
Футбольний клуб «Балкан» (Скоп'є) або просто «Балкан» (мак. Фудбалски клуб Балкан Скопје) — професіональний північно-македонський футбольний клуб з міста Скоп'є.

## Історія
У 1919 році група молодих юнаків, захоплених футбольним м'ячем та грою, вирішила створити власний клуб. Після низки домовленостей та підготовки, 3 лютого 1921 року в корчмі Трпче відбулося перше офіційне установче засідання футбольного клубу «Балкан» в Каїрі. На цій зустрічі було сформовано перше керівництво клубу: Цветан Мицо, Димце Поп Ацев, Брис Пляпля, Ангел Свінярев, Петре Тасев, Ордан Ніколов, Благоя Димчевський-Мешле, Янакія Пуплев, Блажо Урошов, Гьоре Свинярев, Никола Смилєв, Борис Такьо, Гьоре Чортан. Останній з вище вказаних був обраний президентом клубу, а Блажо Урошов — віце-президентом. На перших порах, поки не було належних умов для проведення матчів та роздягалень для гравців, було вирішено використовувати ресторан Трпче, який для цього запропонував Трпче Боковський. Через декілька днів після проведення зборів було сформовано першу команду ФК «Балкан», до складу якого увійшли молоді фанати футболу. На полі Юрія було вирішено побудувати футбольний майданчик, на початку великого старого парку Чаїр. Тут зібралися старі й молоді чаїрчани, взимку 1921 року вони очистили ділянку від сміття та підготували ґрунт для будівництва футбольного майданчика. Незабаром після цього Микола Пупі звільнив кімнату в своєму будинку, переобладнавши її у вбиральні. Керівництво ФК «Балкан» спершу поставив собі завдання підготувати та зібрати всю документацію, необхідну для реєстрації клубу в тодішньому Королівстві Югославія. 29 травня 1921 року після надання необхідної документації в Белград, ФК «Балкан» з Чаїра був зареєстрований як перший футбольний клуб зі Скоп'є в тодішньому «Белградському футбольному союзі». З особистих заощаджень та скромних клубних коштів молоді «балканці» придбали футболки червоного кольору. Першим м'ячем, яким користувалися гравці «Балкану», була зроблена зі шкіри сфера, привезена французами під час Першої світової війни.
До 1927 року ФК «Балкан» грав переважно проти тгочасних футбольних клубів Скоп'є: «Експеранс», «Південь», «Спорт», «Побєда». У 1927 році група новостворених клубів Скоп'є створили «Союз футбольних клубів Скоп'є Вардана Бановина». Через зростаючу конкуренцію та територіальну близькість «Балкан» та «Вітез» об'єдналися в одну команду. Їх злиття було поступовим і тривало через низку переговорів з 1927 по 1937 рік. У той час ФК «Балкан» грав з іншими відомими та сильними футбольними командами зі Скоп'є, такими як ФК «Вардар» з Топани (у ній грали багато сербських офіцерів), ФК «Граганськи», ФК «Південь» та іншими. Найбільший успіх ФК «Балкан» досяг у 1937 році. У другому дивізіоні Скоп'євського підрозділу клуб зайняв перше місце з 12-а перемогами у 12-и матчів. У наступному сезоні 1937/38 років ФК «Балкан» ще впевненіше обіграли своїх суперників з сумарним рахунком 55:9. Функціонував до 1943 року, коли болгарська окупаційна влада не заборонила діяльність клубу, оскільки гравці та персонал клубу брали участь в антифашистському підпіллі. На той час команда виступала в Першому дивізіоні Скоп'євського підсоюзу.
Клуб відіграв 7 сезонів у Першій лізі Македонії, у тому числі двічі фінішував на 3-у місці (сезони 1992/93 та 1993/94 років).
Розформований у 2012 році через фінансові труднощі.
Найпринциповіший суперник — «Слога Югомагнат» (з цим клубом «Балкан» ділить домашній стадіон).

## Досягнення
- Чемпіонат СР Македонія
  -  Чемпіон (1): 1989/90
- Перша ліга Македонії
  -  Бронзовий призер (2): 1992/93, 1993/94

## Статистика виступів (1992—2000)
| Сезон   | Ліга        | Ліга | Ліга | Ліга | Ліга | Ліга | Ліга | Ліга | Ліга   | Кубок      |
| Сезон   | Дивізіон    | Іг   | В    | Н    | П    | ЗМ   | ПМ   | О    | Міс    | Кубок      |
| ------- | ----------- | ---- | ---- | ---- | ---- | ---- | ---- | ---- | ------ | ---------- |
| 1992–93 | 1 МФЛ       | 34   | 15   | 10   | 9    | 36   | 21   | 40   | 3-є    |            |
| 1993–94 | 1 МФЛ       | 30   | 14   | 9    | 7    | 47   | 32   | 37   | 3-є    |            |
| 1994–95 | 1 МФЛ       | 30   | 11   | 5    | 14   | 48   | 51   | 38   | 9-е    |            |
| 1995–96 | 1 МФЛ       | 28   | 9    | 7    | 12   | 31   | 39   | 34   | 8th    | Р2         |
| 1996–97 | 1 МФЛ       | 26   | 8    | 9    | 9    | 31   | 26   | 33   | 8-е    | Р2         |
| 1997–98 | 1 МФЛ       | 25   | 8    | 7    | 10   | 20   | 21   | 31   | 8-е    | 1/4 фіналу |
| 1998–99 | 1 МФЛ       | 26   | 4    | 4    | 18   | 14   | 61   | 16   | 14-е ↓ | Р2         |
| 1999–00 | 2 МФЛ Захід | 34   | 10   | 2    | 22   | 46   | 76   | 32   | 14-е ↓ | Р1         |